# ダニエル・ギュンター
ダニエル・ギュンター（ドイツ語: Daniel Günther、1973年7月24日 - ）は、ドイツの政治家。2017年6月から、シュレースヴィヒ＝ホルシュタイン州首相を務める。ドイツキリスト教民主同盟（CDU）所属。

## 経歴
1993年にクリスティアン・アルブレヒト大学キールに入学し、政治学、経済学、心理学を学ぶ。2001年には修士号を取得した。
2009年のシュレースヴィヒ＝ホルシュタイン州議会選挙に立候補し、初当選。2017年の州議会選挙に向けて、ドイツキリスト教民主同盟（CDU）の州首相候補に選ばれていたイングベルト・リービングが、世論調査の結果が低調であったことを受け州首相候補を辞退し、ギュンターが新たな候補に選ばれた。州議会選挙では、それまで政権を担当していた社会民主党（SPD）を抑えてCDUが第1党の座を獲得した。この結果を受けて、CDUと自由民主党、同盟90/緑の党による連立が合意され、ギュンターが州首相に選出された。